# VFA-211
211ème Escadron de chasseur d'attaque
Le Strike Fighter Squadron 211 (STRKFITRON 211 ou VFA-211), est un escadron de chasseurs d'attaque de l'US Navy stationné à la Naval Air Station Oceana, en Virginie, aux États-Unis. L'escadron a été créé en 1945 et est surnommé "Fighting Checkmates". Le VFA-211 est équipé du F/A-18E/F Super Hornet et actuellement affecté au Carrier Air Wing One sur l'USS Harry S. Truman (CVN-75) et sous le commandement du Strike Fighter Wing Atlantic.

## Insigne et surnom
L'insigne de l'escadron représente un personnage connu sous le nom de "Brutus" tenant une fusée, du logo original du VB-74. Onze étoiles sont disposées en groupes de sept et quatre pour marquer la désignation numérique de l'escadron, "SEVEN FOUR". Le bouclier rappelle l'association de seize ans de l'escadron avec le F-8 Crusader. L'indicatif d'appel radio de l'escadron est «Nikel» et le marquage de queue est AB.

## Origine

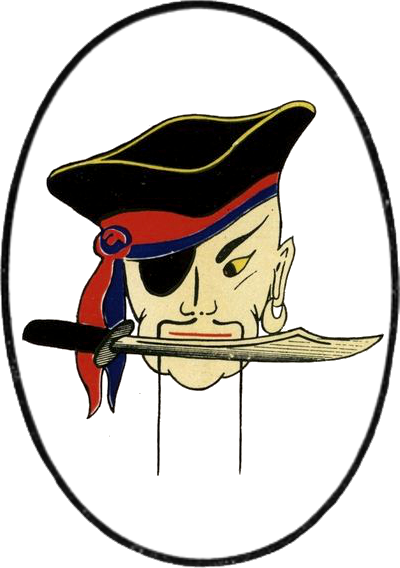
Insigne du VF-24 (1955)

Trois escadrons de l'US Navy sont de la même lignée.
- Le premier a été créé sous le nom de VB-74 en 1945 et supprimé en 1949.
- Le deuxième a été créé en 1955 et plus tard renommé Fighter Squadron 24 (VF-24 (en)) en mars 1959.
- Le troisième, redésigné Fighter Squadron 211, est finalement devenu Strike Fighter Squadron 211 le 1er octobre 2004 [1]

Le Bombing Squadron Seventy Four (VB-74) a été créé le 1er mai 1945 au NAAF Otis Field dans le Massachusetts. Leur premier avion était le SBW-4E Helldiver. L'escadron a rapidement déménagé à la base navale de Norfolk et s'est déployé sur l'USS Midway (CV-41) le 31 octobre 1945. En 1946, l'escadron a été renommé Attack Squadron 1B (VA-1B). Equipé du AD-1 Skyraider, deux ans plus tard, l'escadron a été renommé Attack Squadron Twenty Four (VA-24) le 1er septembre 1948. Plus tard, il est passé au F4U Corsair, six semaines a
vant le déploiement avec l'USS Coral Sea (CV-43). Après ce déploiement, l'escadron a déménagé au Naval Air Station Oceana et le 1er décembre 1949, le VA-24 a été renommé Fighter Squadron Twenty Four (VF-24).
Ce n'est qu'en 2004, qu'équipé du FA-18F Super Hornet au NAS Oceana, qu'il prendra le nom de Strike Fighter Squadron 211 (VFA-211).

## Galerie
|                                   |
| Grumman Panther du VF-24, en 1952 |

|                                 |
| Super Hornet du VFA-211 en 2012 |